# Брендон Саад
Брендон Саад (англ. Brandon Saad; 27 жовтня 1992, м. Піттсбург, США) — американський хокеїст, лівий нападник. Виступає за «Чикаго Блекгокс» у Національній хокейній лізі.
Виступав за «Сагіно Спіріт» (ОХЛ), «Чикаго Блекгокс», «Рокфорд АйсГогс» (АХЛ).
В чемпіонатах НХЛ — 208 матчів (52+74), у турнірах Кубка Стенлі — 61 матч (13+18).
У складі молодіжної збірної США учасник чемпіонату світу 2012. У складі юніорської збірної США учасник чемпіонату світу 2010.
Досягнення
- Володар Кубка Стенлі (2013, 2015)
- Переможець юніорського чемпіонату світу (2010)

Нагороди
- Трофей Вільяма Генлі (2012)